# Xorn
Xorn è un personaggio dei fumetti pubblicato dalla Marvel Comics. Nel corso della sua storia editoriale due personaggi ne hanno assunto l'alias. Il primo è Kuan-Yin, creato da Grant Morrison (testi) e Leinil Francis Yu (disegni) apparso per la prima volta sulle pagine di New X-Men Annual 2001, ritratto originariamente come un mutante cinese con una stella al posto della testa e che assunse in seguito l'identità di Magneto. Dopo la sua morte nella mini-saga Pianeta X, si scoprì che ne esisteva un secondo, cioè Shen, creato da Chuck Austen (testi) e Salvador Larroca (disegni), la cui prima apparizione risale a X-Men (seconda serie) n. 157 (2004).

## Biografia del personaggio

### X-Men
Xorn debuttò in New X-Men Annual 2001 (in edizione statunitense) come prigioniero in procinto di essere venduto a John Sublime dal governo cinese. Fu da questi costretto ad indossare un casco metallico assomigliante ad un teschio, per contenere l'energia della sua stella-testa. Quando gli X-Men lo trovarono, Xorn era in procinto di suicidarsi e di far scomparire il mondo nel processo. Ciclope, con l'aiuto telepatico di Emma Frost, lo convinse a desistere e gli offrì un posto fra gli X-Men.
Il seguente incontro fra Ciclope e Xorn avvenne in un monastero, dove egli diede prova dei suoi poteri curativi. I due furono poi rapiti dagli Shi'ar e alla loro liberazione Xorn curò un'infezione da Nano-Sentinelle negli X-Men e rimise a posto la colonna vertebrale del Professor Xavier, facendolo di nuovo camminare.
Unitosi agli X-Men gli fu affidata una classe "speciale", composta da studenti ribelli che non riuscivano ad adattarsi ai ritmi ed agli standard della scuola. Nonostante l'insubordinazione della classe e la mancanza di rispetto nei suoi confronti Xorn salvò i suoi pupilli più di una volta durante l'anno accademico.
Nella saga Planet X gettò via la maschera e rivelò d'essere l'arci-nemico degli X-Men, Magneto, da tutti creduto morto a Genosha. Rivelò che l'identità Xorn non era altro che un mezzo per infiltrarsi all'interno degli X-Men e dopo aver riportato Xavier al suo stato paralitico (non lo aveva mai veramente curato, aveva solo usato le Nano-Sentinelle per "incollare" la sua spina dorsale) lasciò l'istituto e si diresse a New York, dove ridusse la popolazione in schiavitù e ricreò la Confraternita con Toad, Esme (la Naiade ribelle) e i membri della sua classe “speciale”. Tuttavia i suoi ideali così come la sua politica del terrore non trovarono l'approvazione dei suoi complici, che chiedevano il ritorno del più mite Xorn.
Per mantenere la lealtà e il comando Magneto fece uso della droga Kick, che aumentava enormemente i poteri di qualsiasi mutante. Il suo piano era quello di invertire i poli magnetici della Terra in modo da far morire tutti coloro che non erano sotto la sua protezione. Tuttavia la personalità di Xorn (che idealmente rappresentava tutto ciò che c'era di nobile e leale in Magneto) cominciò a farsi sentire e prima che attuasse il suo piano fu sconfitto dagli X-Men. La sua sconfitta costò la vita di Jean Grey, e fu vendicata per mano di Wolverine, che decapitò Xorn/Magneto.

### Il ritorno di Magneto ed il secondo Xorn
Xavier portò il corpo di Magneto a Genosha, dove questi fu seppellito. Si scoprì in seguito che il corpo apparteneva ad un mutante chiamato Kuan Yin Xorn, che sotto l'influenza di Sublime, aveva davvero creduto di essere Magneto, mentre in realtà il vero Magneto era vivo e si trovava sull'isola di Genosha. A questo punto, un nuovo individuo, Shen Xorn, fratello gemello di Kuan Yin, fece la sua comparsa fra gli X-Men, aiutandoli a contrastare un attacco da parte della Confraternita dei mutanti comandata da Exodus. Dopo gli eventi di House of M, Shen Xorn, fu uno dei molti mutanti che si ritrovarono senza più poteri.

### Collettivo
Dopo gli eventi dell'M-Day, i poteri dei mutanti depotenziati si riunirono in un individuo, Michael Pointer, postino mutante dell'Alaska. Confuso e disorientato, si diresse in Canada, dove uccise il supergruppo degli Alpha Flight. Giunto a Genosha, il Collettivo, ripotenziò Magneto, questi riconobbe la psiche di Xorn come quella dominante all'interno dell'uomo. Iron Man, Ms. Marvel e Sentry, combinarono i loro poteri e separarono il Collettivo da Michael Pointer e lo spedirono sul Sole. Pointer, continuò ad utilizzare i poteri del Collettivo e alla fine del crossover Civil War, entrò a far parte del nuovo gruppo canadese Omega Flight.

## Poteri e abilità
Entrambi gli Xorn hanno al posto della testa una minuscola stella. Kuan-Yin ne possiede una simile al sole, capace di emettere abbaglianti onde di luce che inceneriscono ogni cosa, mentre la stella di Shen è simile ad un buco nero, in grado di risucchiare tutto nel raggio d'azione. Tale potere è contenuto mediante un apposito casco. Entrambi possono invertire la natura della propria stella: Kuan-Yin può far collassare la propria in un buco nero, mentre Shen può causare un'esplosione interna che la fa ritornare simile ad un sole. Gli Xorn possono percepire le energie vitali presenti nelle vicinanze: di conseguenza avvertono le morti intorno a loro. Inoltre, a causa della loro natura, non hanno bisogno di respirare, bere o mangiare.
Il primo Xorn, assumendo l'identità di Magneto con i relativi poteri, ha manifestato la capacità di alterare la realtà, ma è possibile che fosse un potere derivatogli da Sublime.

## Particolarità del personaggio
Non volendo la Marvel far identificare il personaggio di Magneto con quello di un omicida di massa, ha imposto allo sceneggiatore Chuck Austen di creare una scappatoia a tale proposito. Contrariamente al volere di Grant Morrison, ideatore del primo Xorn, fu creato così Shen, e la sua parentela con Kuan-Yin. Ancora contrario alla piega degli eventi presa da X-Men, Morrison continua ad affermare che (nel corso della sua run) Xorn era stato creato come copertura di Magneto fin dall'inizio.

## Altri media

### Televisione
Xorn compare in:
- Marvel Super Heroes: What The--?!

### Videogiochi
- Xorn compare come skin di Magneto in Marvel: La Grande Alleanza.